# Polycyrtus luisi
Polycyrtus luisi là một loài tò vò trong họ Ichneumonidae.